# Cryptorhynchus elegans
Espèce
Synonymes
- Curculio elegans Say, 1831 p. 18
- Curculio elegans Melsh. Catal.
- Curculio elegans Melsheimer

Cryptorhynchus elegans est une espèce d'insectes de l'ordre des coléoptères, de la famille des Curculionidae, de la sous-famille des Cryptorhynchinae selon les classifications. On la trouve en Amérique du Nord.

## Nom et description
Thomas Say, en 1831, décrit l'espèce. Il en donne un synonyme sous le nom de Curculio elegans qu'il aurait trouvé dans le catalogue de Frederick Ernst Melsheimer (Catalogue of the described Coleoptera of the United States). Cependant, Melsheimer n'utilise pas ce nom. Say désignait donc ainsi l'espèce "elegans" de la section "Curculionidae" du catalogue de Melsheimer. Cependant, Melsheimer, à la page 90, décrivait une autre espèce (Conotrachelus elegans), bien qu'avec la mention entre parenthèses du mot Cryptorh.. 
D'autres synonymes attribuant le nom Curculio elegans à Melsheimer (tels que Curculio elegans Melsh. Catal. ou Curculio elegans Melsheimer) sont abusifs.
Say écrit avoir obtenu le spécimen sur Pinus rigida (le pin rigide) et que l'espèce se rencontre dans le New Jersey, en Floride et des variétés dans le Missouri.